# Parque Urbano do Rio Ul

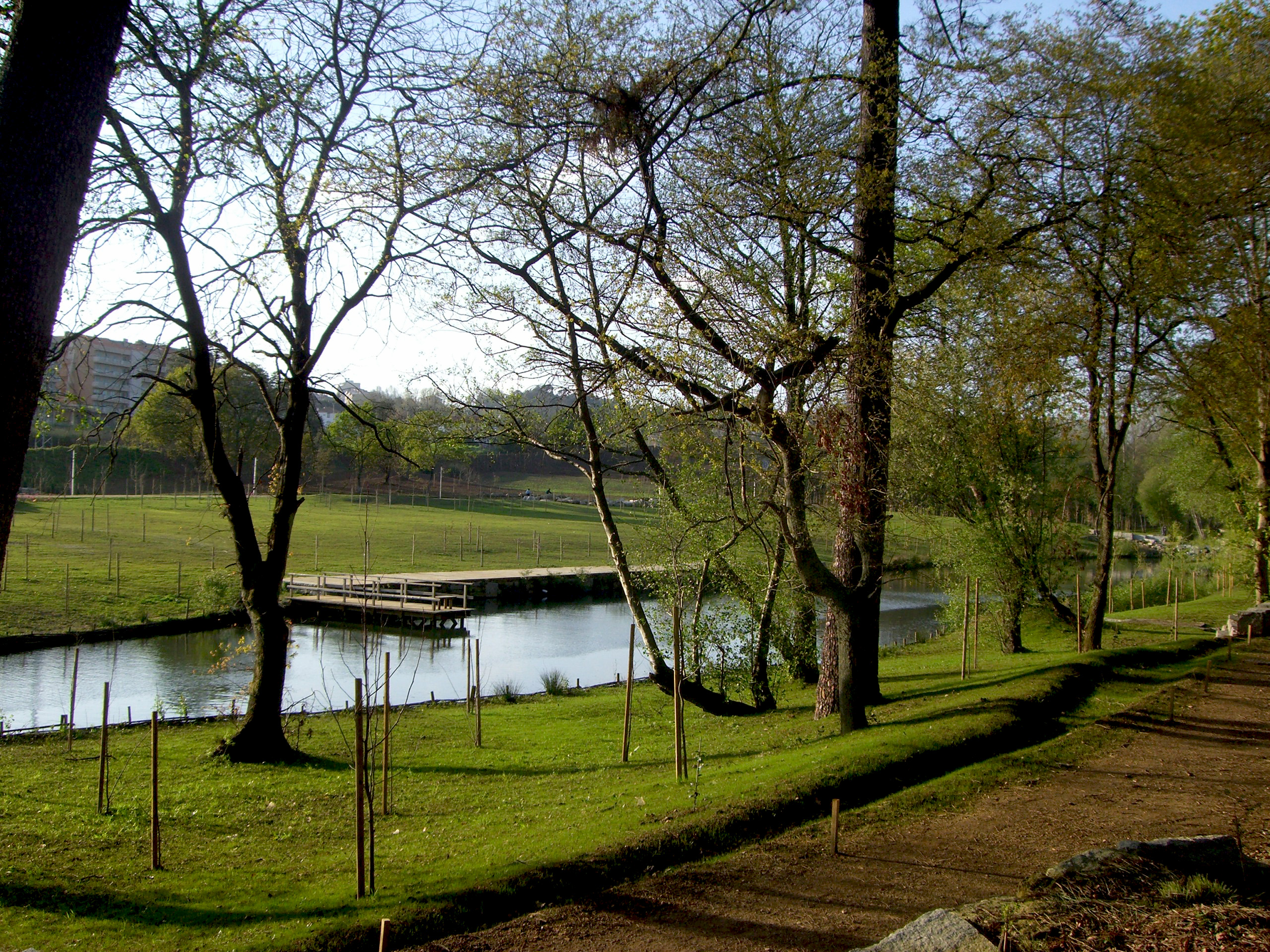
Parque Urbano do Rio Ul - Vista Parcial

O Parque Urbano do Rio Ul é um moderno parque público localizado em São João da Madeira, Portugal. Este, projecta-se ao longo de quase todo o percurso do chamado rio Ul, rio nome incorreto,  pois trata-se da forma como durante alguns séculos as populações locais chamaram ao Rio Antuã entre a nascente e a localidade de Ul, que percorre a cidade no seu maior eixo, norte-sul (cerca de 4 km). É da autoria do arquitecto Sidónio Pardal, que também concebeu o Parque da Cidade do Porto, e foi inaugurado em 2007. Com dimensão de cerca de 300 mil metros quadrados (cerca de 30 campos de futebol), é um dos maiores parques urbanos do país.
A construção do parque envolveu o reajustamento e alargamento do caudal do rio, construção de açudes, bem como a sua despoluição, para que reúna condições para a recepção de praia fluvial. Foi também restaurado um moinho de água, descoberto aquando da sua construção. O parque contém diversos percursos alcatroados propícios a actividades desportivas a pé ou de bicicleta. Os milhares de árvores que este apresenta, a maioria autóctone, é outra das suas imagens de marca.
Conta com edifício de apoio, a "Casa da Natureza", com balneários, bar de apoio e um centro de interpretação ambiental. Está por concluir o terço sul do parque, quase até à fronteira com o concelho de Oliveira de Azeméis.